# Fogo e Glória Curitiba
Fogo e Glória Curitiba é o quarto álbum ao vivo do cantor cristão irlandês David Quinlan. É descrito pela crítica especializada como um dos clássicos do gênero louvor e adoração no Brasil. Contando com um vocal de apoio formado pelas cantoras Nívea Soares e Heloisa Rosa, Fogo e Glória Curitiba apresenta canções de longas durações, conhecidas popularmente de adoração extravagante, além de todo o projeto gráfico e da sonoridade, que vão na contramão do mercado gospel da época.
Em 2015, foi considerado, por vários historiadores, músicos e jornalistas, como o 100º maior álbum da música cristã brasileira, em uma publicação.

## Faixas
| N.º            | Título                                                     | Compositor(es)                                    | Duração |  |
| 1.             | "Abertura Espontânea"                                      |                                                   | 3:29    |  |
| 2.             | "É Assim que Nós Vencemos (This Is How We Overcome)"       | Reuben Morgan                                     | 8:26    |  |
| 3.             | "Acende o Fogo em Mim (Light The Fire Again)"              | Brian Doerksen                                    | 7:40    |  |
| 4.             | "Abre os Olhos do meu Coração (Open The Eyes Of My Heart)" | Paul Baloche                                      | 8:31    |  |
| 5.             | "Enche este Lugar (feat. Nívea Soares)"                    | David Quinlan                                     | 14:57   |  |
| 6.             | "Quero Te Conhecer (feat. Nívea Soares)"                   | David Quinlan, Gerson Freire e Judson de Oliveira | 9:59    |  |
| 7.             | "Ao Redor do Trono"                                        |                                                   | 9:40    |  |
| 8.             | "Este é o Som da Tua Noiva (feat. Heloísa Rosa)"           | David Quinlan                                     | 9:58    |  |
| Duração total: | Duração total:                                             | Duração total:                                    | 72:44   |  |